# Le Journal de Ludo
Le Journal de Ludo est un magazine mensuel paru d’avril 1979 à août 1980, ayant compté dix-sept numéros, comportant notamment des rééditions des Enquêtes de Ludo de Moallic et Crespi dans un format remonté, également publiées dans Pif Gadget.

## Historique
Il succède à Ludo - Ludo détective qui parut de juillet 1972 à juin 1977.

## Description
Sa couverture avec un fond noir, ressemble à celle d'un roman policier de l'époque, et présente à chaque numéro une personnalité en lien avec les énigmes, telle que Louis de Funès, Claude Brasseur ou Jean-Paul Belmondo.
Les numéros 1 à 11 sont imprimés par l'imprimerie Alföldi en Hongrie et les numéros 12 à 17 par Brodard & Taupin.
À parti du numéro 13 est créée la carte Club des détectives Ludo.
Chaque numéro comporte un édito de Roger Dal, le rédacteur en chef.
Les principaux collaborateurs furent Chica (Marcel Chikhanovitch) (no 1 à 13, 15, 16), Crespi (no 1 à 13, 15, 16), Roger Dal (no 1 à 13, 15, 16), Gil Das (no 1 à 13, 15, 16), De Huescar (no 1), Poppe (no 1), André Poirier (no 1), Dimberton (no 2 à 13, 15, 16), Anne-Marie Ducasse (no 3), Gring (no 2 à 13, 15, 16), France Le Lude (no 1 à 13, 15, 16), Moallic (no 1 à 13, 15, 16), Joël Pavard (no 2 à 7), Léo Becker (no 2 à 13, 15, 16), A. Stuss (no 2 à 11), Claude-Marcel Laurent (Claude-Laurent Mayer)  (no 13, 15, 16), Michèle Lecreux (no 16).
La direction maquette fut confiée à Marcel Sevestre (no 2 à 4) puis à Michel Rosset (no 5 à 16).
Les principales séries furent :
- Les Enquêtes de Ludo de Moallic et Crespi avec un format remonté.
- Jim Forst dessiné par de Huescar au numéro 1, remplacé par Léo Beker à partir du numéro 2.
- Une enquête d'Archibald dessiné par Dimberton à partir du numéro 2.
- Stim 33, de Léo Beker et Gil Das.
- Le détective, c'est vous !.
- Les conseils du Professeur A. Stuss.
- Le jeu de l'humour et du hasard.
- Le Jeu primé.